# Haplophyllum latifolium
Haplophyllum latifolium är en vinruteväxtart som beskrevs av Kar. & Kir.. Haplophyllum latifolium ingår i släktet Haplophyllum och familjen vinruteväxter. Inga underarter finns listade i Catalogue of Life.